# ادوارد مدسکی

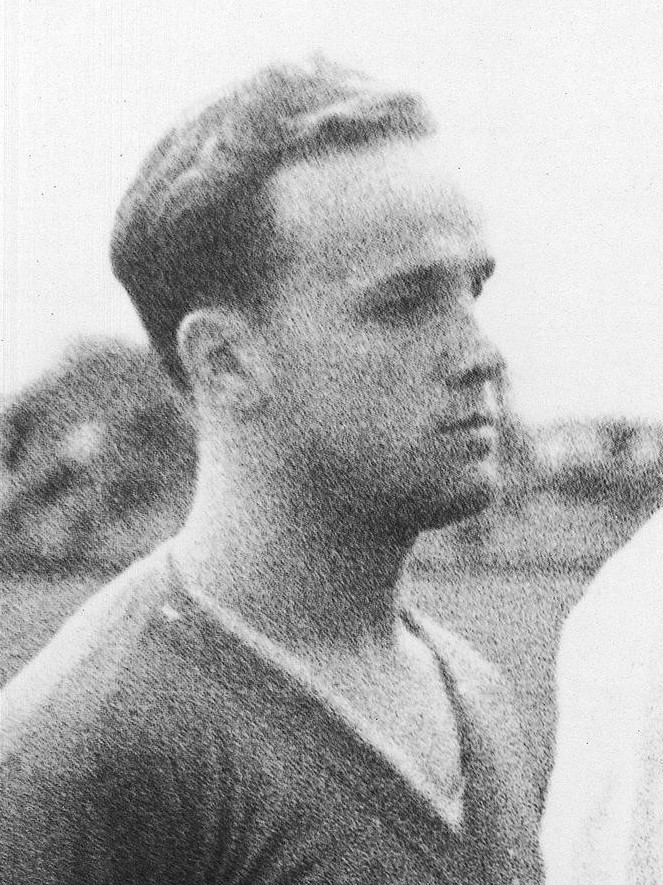
ادوارد مدسکی در سال ۱۹۳۶

ادوارد مدسکی (انگلیسی: Edward Madejski؛ ۱۱ اوت ۱۹۱۴ – ۱۵ فوریهٔ ۱۹۹۶) یک بازیکن فوتبال، و ورزشکار اهل لهستان بود.
وی همچنین در تیم ملی فوتبال لهستان بازی کرده است.